# أمل بن إدريس بن الحسن العلمي
أمل بن إدريس بن الحسن العلمي (مواليد 9 يوليو 1950، الدار البيضاء) طبيب وجراح أعصاب وكاتب مغربي.

## سيرته
ينتمي أمل العلمي إلى الأدارسة بفاس، وهو ابن الشاعر واللغوي إدريس بن الحسن العلمي (1925-2007)، وحفيد الطبيب والفلكي عبد السلام بن محمد العلمي (1830-1904).
وُلد أمل بن إدريس بن الحسن العلمي في حي الحبوس بمدينة الدار البيضاء في 9 يوليو 1950، وأنهى دراسته الثانوية في مدرسة مولاي عبد الله بالدار البيضاء في يونيو 1969 بعد أن حصل على شهادة الباكالوريا في شعبة العلوم التجريبية، ثُم التحق بكلية الطب والصيدلة في المركز الاستشفائي الجامعي ابن سينا بالرباط، واستمر في الدراسة به خلال الفترة ما بين 1969-1977. وفي 24 يناير 1977، نال أمل بن إدريس بن الحسن العلمي درجة الماجستير في الجراحة العامة والتحق بعد ذلك بالعمل كمتدرب في المركز الاستشفائي الجامعي ابن رشد بالدار البيضاء، ثُم حصل في 17 مارس 1979 على درجة الدكتوراه في طب الرئة من جامعة محمد الخامس بالسويسي بالرباط، وعمل مُساعدًا في قسم الأنف والأذن والحنجرة بمستشفى 20 غشت بالدار البيضاء، قبل أن يتخصص عام 1981 في جراحة المخ والأعصاب.
وفي 29 يونيو 1981 عُيّن أمل بن إدريس بن الحسن العلمي طبيبًا مقيمًا أجنبيًا في المساعدة العامة بمستشفيات باريس، ثُم انتقل للعمل كطبيب في قسم جراحة المخ والأعصاب في مستشفى هنري موندور تحت إدارة البروفيسور ج. ب. كارون خلال الفترة ما بين عاميّ 1982- 1983، كما عين محاضرًا في جراحة المخ والأعصاب، واستمر في إلقاء المحاضرات خلال الفترة ما بين عامي 1982-1990. وفي 23 أبريل 1990، استقال أمل بن إدريس بن الحسن العلمي من منصبه بالمستشفى الجامعي وترك العمل الأكاديمي وتفرغ لممارسة الطب في عيادته الخاصة بفاس.

## أعماله
ترجم أمل بن إدريس بن الحسن العلمي العديد من الكتب والنصوص الطبية من الإنجليزية إلى الفرنسية والعربية، كما ألف عدة كتب ومنشورات طبية وأدبية بالعربية والفرنسية، ويوضح الجدول التالي أهم مؤلفاته وتراجمه:
| اسم العمل                                                   | اللغة    | تاريخ الصدور | الناشر                              | ردمك                 |
| ----------------------------------------------------------- | -------- | ------------ | ----------------------------------- | -------------------- |
| الإسلام والثقافة الطبية                                     | الفرنسية | 1983         | المطبعة الحديثة بالدار البيضاء      |                      |
| القتل الرحيم                                                | العربية  | 1999         | مطبوعات إنفوبرينت بفاس              | (ردمك 9954-0-1372-5) |
| نحو طب إسلامي                                               | العربية  | 1999         | مطبعة النجاح الجديدة بالدار البيضاء |                      |
| شهادات حول عملية القلب المفتوح                              | الفرنسية | 2012         |                                     |                      |
| القاموس الموسوعي لجراحة الأعصاب                             | الفرنسية |              |                                     |                      |
| معجزة الدماغ (من علم الأعصاب إلى الدين)                     | العربية  |              |                                     |                      |
| عبد السلام العلمي (أول طبيب مغربي 1836-1904): حياته وأعماله | العربية  |              |                                     |                      |
| الشاعر واللغوي إدريس بن الحسن العلمي (1925-2007)            | العربية  |              |                                     |                      |